# Émile Boutmy

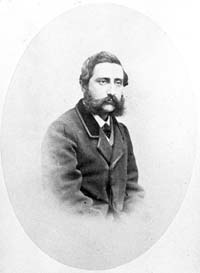
Émile Boutmy

Émile Boutmy (* 13. April 1835 in Paris; † 25. Januar 1906 ebenda) war ein französischer Schriftsteller und Politologe. Er ist gemeinhin bekannt als der Gründer der École libre des sciences politiques, dem Vorläufer von Sciences Po.

## Biographie
Nach dem Besuch der Lycées Henri IV und Louis-le-Grand, studierte er Jura und erhielt ein Doktorat. Nach seinem Studium fing er an Staatsrecht zu unterrichten und später, von 1867 bis 1870, dozierte er über die Geschichte und Kultur der Zivilisationen im Vergleich zu ihrer Architektur an der École Spéciale d’Architecture.
Beunruhigt über das allgemeine Unwissen und das Desinteresse an politischen Fragen während der Pariser Kommune gründete er im Jahre 1872 die École libre des sciences politiques mit Hilfe Gruppen von Akademikern und Industriellen. Von 1873 bis 1890 führte er den Unterricht der konstitutionellen Geschichte Englands, Frankreichs und der Vereinigten Staaten ein. Bis zu seinem Tod blieb er der Direktor der von ihm gegründeten Institution.
1879 wurde er zum Mitglied der Académie des sciences morales et politiques gewählt.
In einer Debatte Ende 1890 verteidigte er die Eigenständigkeit der Politikwissenschaften, welche er als experimentell und induktiv betrachte, während andere Akademiker die Nähe zum Staatsrecht betonten.
Er war mit Emma Jenny (1859–1913), eine Tochter des Pariser Pfarrers Eugène Bersier, verheiratet.

## Referenzen und Quellen

### Bibliographie
- Pierre Favre, La Naissance de la science politique en France (1870–1914), Fayard, Paris 1989.
- Hervé Guettard, Un réformiste libéral. Émile Boutmy (1835–1906), Institut d’études politiques de Paris, 1991.